# Alisa Mizuki
Alisa Mizuki (観月 ありさ Mizuki Arisa?, nació el 5 de diciembre de 1976) es una actriz japonesa, cantante y modelo. Mizuki está representada por la agencia de talentos Vision Factory.

## Biografía
Nacida en Nerima, Tokio, de padre japonés y madre japonesa-americana, Mizuki comenzó a modelar para revistas y apareciendo en comerciales a la edad de 4. Ella apareció por primera vez en series de televisión en 1983, pero hizo su debut oficial en 1991 actuando en Fuji TV en el drama Mō Dare mo Aisanai. En 1992, Mizuki aterrizó su primer papel protagonista en el drama de Fuji TV, Hōkago. Más tarde actuó en la popular serie de Nurse no Oshigoto, que, después de producir cuatro temporadas, también fue hecha en una película, Nurse no Oshigoto: The Movie (2002). Mizuki ganó el Premio de la Academia del Japón como actriz revelación por su actuación en Chō Shōjo Reiko (1991) y más tarde obtuvo una nominación al Premio de la Academia de Japón a la Mejor Actriz por su papel en Bokunchi (2003).
En mayo de 1991, Mizuki hizo su debut como cantante con la canción "Densetsu no Shōjo", lanzado a través de Nippon Columbia. El mismo año, obtuvo el Premio Record Japón para el artista revelación. En 1997, Mizuki cambió oficialmente la romanización de su primer nombre de Arisa a Alisa. Ella se fue Nippon Columbia y firmó con su sello discográfico actual, la Avex Group filial del Avex Tune. A partir de 2011, Mizuki ha lanzado veintisiete individuales, seis álbumes de estudio, y cinco álbumes recopilatorios y su récord total de venta es de más de 3 millones. Mizuki es parte del grupo de artistas que se han producido mayormente por Tetsuya Komuro, conocido comúnmente como TK Family.
Mizuki ha protagonizado varias series de ficción para la que también ha cantado temas tales como Help!, Boy Hunt, y más recientemente Saitō-san. En 2010, Mizuki ganó un lugar en el libro de los récords mundiales Guinness como la única actriz que ha protagonizado los principales papeles de la televisión durante diecinueve años consecutivos.
Junto a Rie Miyazawa y Riho Makise, Mizuki fue una de los máximos idol de la década de 1990 y debido a su popularidad y ubicuidad, el trío fue apodado "3M" por los medios de comunicación. Ella es también una exitosa modelo de pasarela y publicidad.

## Discografía
- Arisa (1991)
- Arisa II: Shake Your Body for Me (1992)
- Arisa III: Look (1994)
- Cute (1995)
- Innocence (1999)
- SpeciAlisa (2011)
- Ali30 (2022)

## Filmografía

### Películas
| Título                       | Año  | Papel            | Notas                                                            |
| ---------------------------- | ---- | ---------------- | ---------------------------------------------------------------- |
| Cho Shōjo Reiko              | 1991 | Reiko Kudō       | Japan Academy Award for Newcomer of the Year                     |
| Shichigatsu Nanoka, Hare     | 1996 | Hinata Mochizuki |                                                                  |
| Nurse no Oshigoto: The Movie | 2002 | Izumi Asakura    |                                                                  |
| Bokunchi                     | 2003 | Kanoko           | Nominated—Japan Academy Award for Best Actress in a Leading Role |
| Keep On Rockin'              | 2003 |                  |                                                                  |
| Tobi ga Kururi to            | 2005 | Minako Nakano    |                                                                  |
| Baby Baby Baby!              | 2009 | Yōko Sasaki      |                                                                  |

### Televisión
| Título                                              | Año       | Papel                             | Notas                                                                     |
| --------------------------------------------------- | --------- | --------------------------------- | ------------------------------------------------------------------------- |
| Ai to Nikushimi no Kizuna                           | 1983      |                                   |                                                                           |
| Abunai Shōnen III                                   | 1988–1989 | Herself                           |                                                                           |
| Kyōshi Binbin Monogatari II                         | 1989      | Herself                           |                                                                           |
| Wakare wa Haru no Sasayaki                          | 1991      |                                   |                                                                           |
| Mō Dare mo Aisanai                                  | 1991      | Yayoi Tashiro                     |                                                                           |
| Mahō no Natsu no Arisa                              | 1991      |                                   |                                                                           |
| Koibitotachi no Terminal                            | 1992      |                                   |                                                                           |
| Hōkago                                              | 1992      | Azusa Akiyama                     |                                                                           |
| Jajauma Narashi                                     | 1993      | Natsumi Kitahara                  |                                                                           |
| Itsumo Kokoro ni Taiyō o                            | 1994      | Chieko Takai                      |                                                                           |
| Help!                                               | 1995      | Nana Chigasaki                    |                                                                           |
| Shōnan Liverpool Gakuin                             | 1995      | Rei Akazaka                       | Episode 1                                                                 |
| Seiya no Kiseki: Dai-issho, Eve Nante Iranai        | 1995      |                                   |                                                                           |
| Nurse no Oshigoto                                   | 1996–2002 | Izumi Asakura                     | The Television Drama Academy Award for Best Dresser 61 episodes 1 special |
| Ichiban Taisetsu na Hito                            | 1997      | Miwa Yūki                         |                                                                           |
| Boy Hunt                                            | 1998      | Riri Katase                       |                                                                           |
| Tenshi no Oshigoto                                  | 1999      | Maria Abe                         |                                                                           |
| Watashi o Ryokan ni Tsuretette                      | 2001      | Rinko Sasano                      |                                                                           |
| Yo ni mo Kimyō na Monogatari                        | 2001–2004 |                                   | 2 episodes                                                                |
| Diamond Girl                                        | 2003      | Reika Nanjō                       |                                                                           |
| Ashita Tenki ni Nāre.                               | 2003      | Hana Sakai                        |                                                                           |
| Kawa, Itsuka Umi e Muttsu no Ai no Monogatari       | 2003      | Ritsuko Munekata                  | Episode 4                                                                 |
| Kimi ga Omoide ni Naru Mae ni                       | 2004      | Nao Saeki                         |                                                                           |
| Koi no Karasawagi Drama Special: Mata o Kakeru Onna | 2005      | Misae Yamamoto                    |                                                                           |
| Oniyome Nikki                                       | 2005–2007 | Sanae Yamazaki                    |                                                                           |
| Ren'ai Shosetsu: Jūhachi no Natsu                   | 2006      | Emiko Suō                         |                                                                           |
| CA to Oyobī!                                        | 2006      | Sae Yamada                        |                                                                           |
| Maestro                                             | 2006      | Mizue Kamino                      |                                                                           |
| Yoshiwara Enjō                                      | 2007      | Hisano Uchida                     |                                                                           |
| Saitō-san                                           | 2008      | Masako Saitō                      |                                                                           |
| OL Nippon                                           | 2008      | Shimako Kanzaki                   |                                                                           |
| Nikutai no Mon                                      | 2008      | Sen Asada                         |                                                                           |
| Kochira Katsushika-ku Kameari Kōen-mae Hashutsujo   | 2009      |                                   | Episode 3                                                                 |
| Ohitorisama                                         | 2009      | Satomi Akiyama                    |                                                                           |
| Sazae-san                                           | 2009–2011 | Sazae Fuguta                      | 3 specials                                                                |
| Kiryūin Hanako no Shōgai                            | 2009      | Matsue Hayashida (Matsue Kiryūin) |                                                                           |
| Tenshi no Wakemae                                   | 2010      | Kurumi Sakamoto                   |                                                                           |
| Hanawake no Yon-shimai                              | 2011      | Takemi Hanawa                     |                                                                           |
| Omukae Death                                        | 2016      | Ritsuko Manabe                    | ep. #9                                                                    |

### Teatro
| Título                                                          | Año  | Papel         | Notas |
| --------------------------------------------------------------- | ---- | ------------- | ----- |
| Uta no Tsubasa ni Kimi o Nose: Roxanne ni Sasageru Heine no Shi | 2007 | Fumi Takeuchi |       |